# Kadour Naimi
Kadour Naimi (ou Kaddour Naïmi ; en arabe قدور نعيمي), né le 4 novembre 1945 à Sidi Bel Abbès (Algérie), est producteur, dramaturge, cinéaste et écrivain. 

## Biographie
Enfant d'un père cordonnier et d'une mère femme de ménage, il obtient un double baccalauréat, en français et en arabe au lycée "franco-musulman" Dr Benzerdjeb de Tlemcen [source insuffisante], puis, à l'université d'Oran, un double Certificat d’études littéraires générales : en français et en arabe (1965 -1966).  
Il réussit le concours d'entrée à l’École supérieure d'art dramatique de Strasbourg, dirigée alors par Hubert Gignoux et Pierre Lefèvre (1966 – 1968) et y effectue des études de mise en scène et dramaturgie[source insuffisante]. De retour en Algérie, il se fait connaître dans le domaine théâtral. 
À la fin de 1973, il émigre en Belgique. À l'U.C.L. (1974 – 1979) il obtient une licence de sociologie, puis initie un doctorat de recherche en sociologie des révolutions (1979 – 1982). 
Intéressé par le cinéma, il émigre en 1982 en Italie, y obtient la citoyenneté et s'occupe de réalisations filmiques, de littérature et de chroniques dans divers journaux et revues[réf. souhaitée].
En septembre 2018, il crée Les Editions Electrons Libres. Elles proposent des ouvrages gratuits, sous forme électronique, version texte et audio, en langue française, italienne et dziriya (langue parlée algérienne arabophone).

## Théâtre

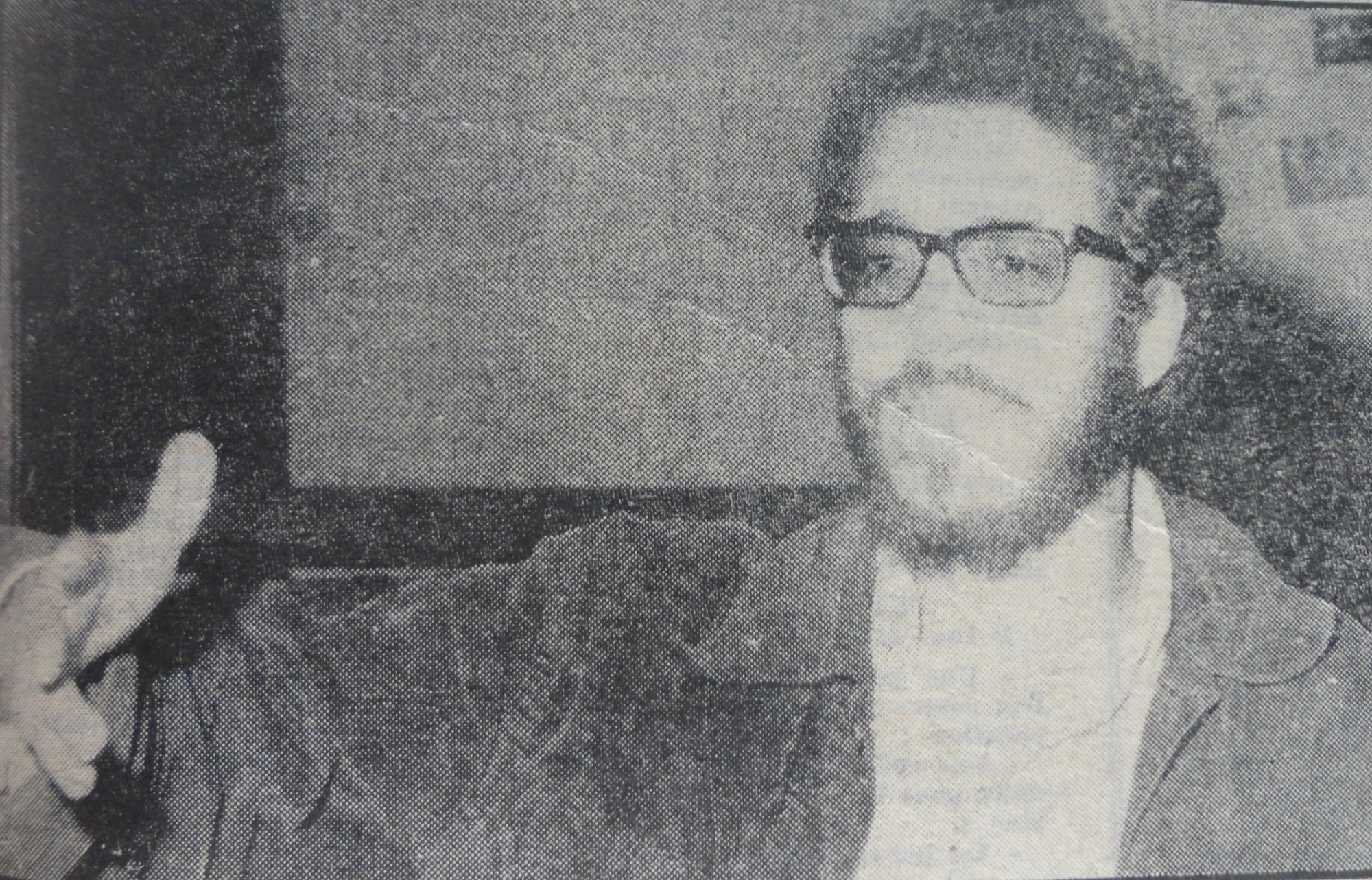
Kadour Naimi en 1968.

Au mois d’août 1968, à Oran (Algérie), il fonde et dirige le Théâtre de la mer : Compagnie de recherches et de réalisations théâtrales expérimentales. 
Les œuvres présentées comportent des caractéristiques qui se trouvent  particulièrement novatrices dans le contexte culturel algérien : production indépendante, liberté éthique et politique, autogestion administrative, création collective, théâtre expérimental  et populaire, endroits de représentations non conventionnels (lieux de travail, d'études  ou places de quartier), public populaire (sur la photo : représentation de La Valeur de l'accord, en 1969, aux paysans de la ferme Bouchaoui, près d'Alger, en présence d'étudiants). 

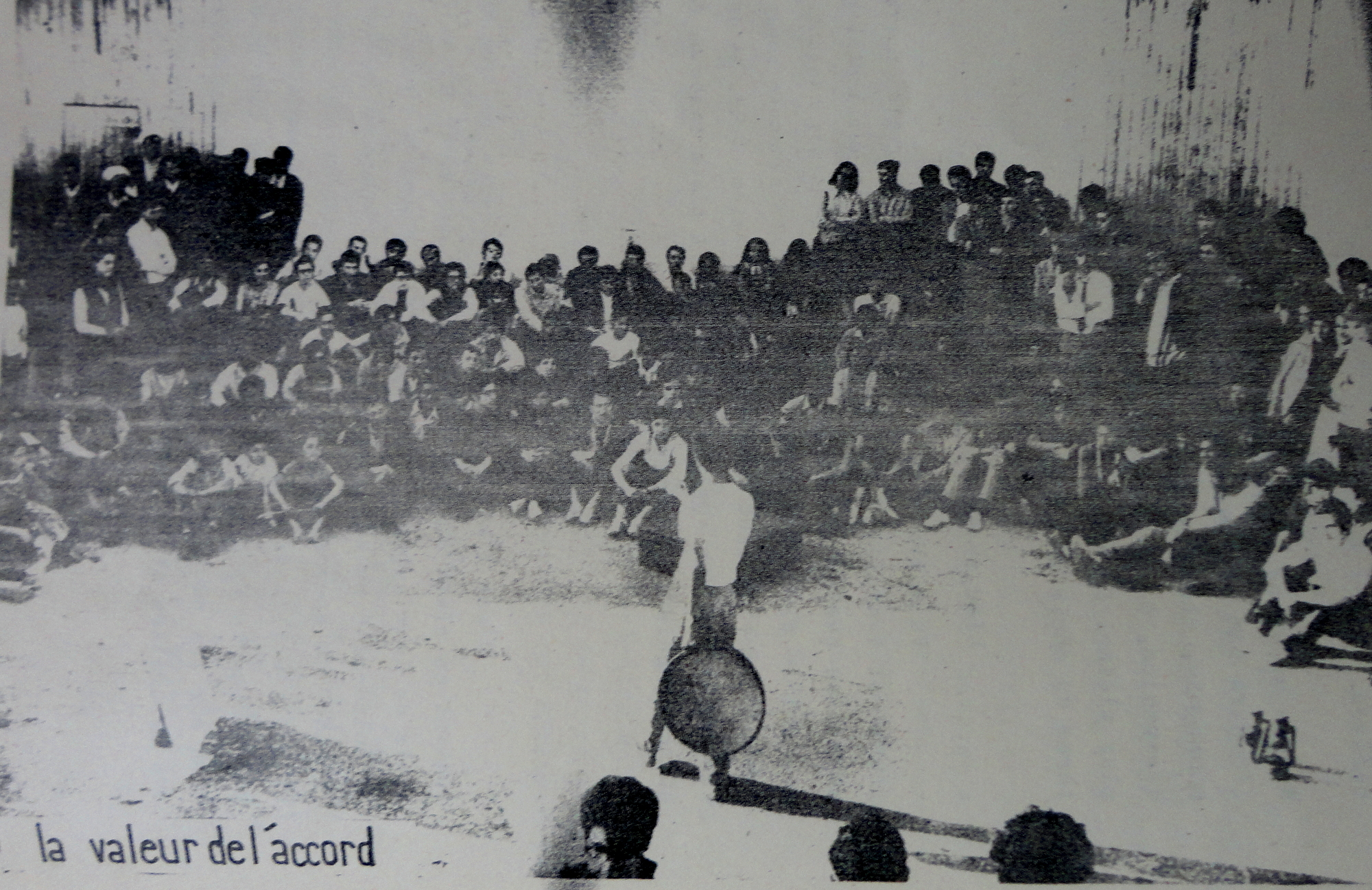

  Il convient de souligner que le principe de base pour la présentation des spectacles suivait le rite arabe antique de la "halga" ( حلق).

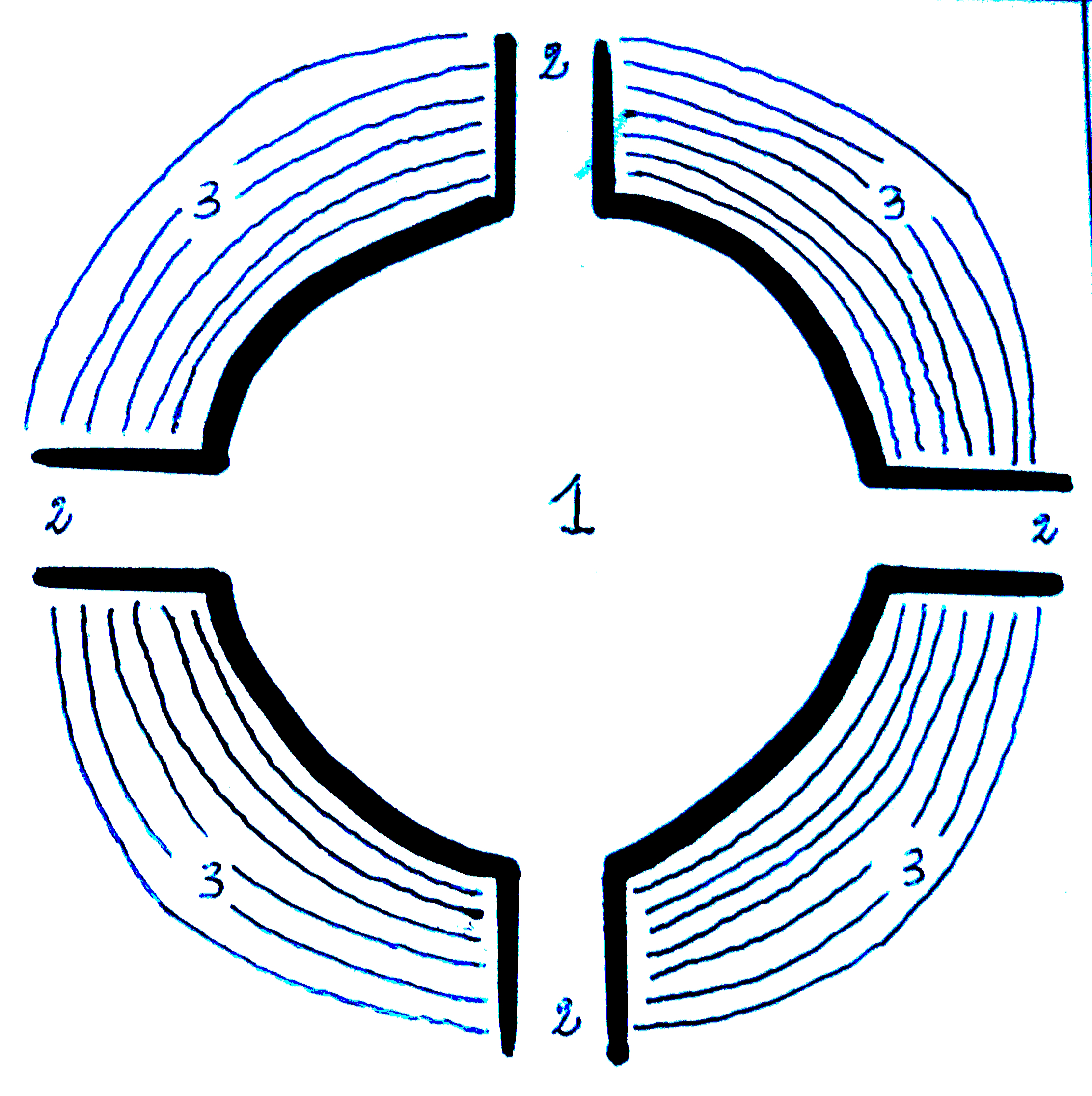

(schéma ci-contre : point 1 : espace de jeu ; point 2 :  entrée et sortie des acteurs ; point 3 : espace réservé aux spectateurs).
Les réalisations sont présentées aussi dans le milieu rural, à un public paysan qui n'a jamais auparavant assisté à ce genre de spectacle. Le public est sollicité de diverses manières : assister aux répétitions et y formuler ses observations, intervenir durant le spectacle même, comme partie intégrante de l'action. 
L'écriture théâtrale est sous forme de scénario et la représentation s'inspire du style cinématographique.
Les œuvres sont réalisées dans divers pays : 
Algérie (Tlemcen) : Le Cireur (1965), écriture, mise en scène et interprétation ; 
France (Strasbourg) : Fondation de l'Ensemble théâtral du Tiers-Monde, composé d'étudiants (1967), Chant funèbre pour l'ennemi du genre humain (1967)  production, écriture, mise en scène et interprétation, L'importance d’être d'accord (1968) de B. Brecht, adaptation, mise en scène et interprétation ; 
Algérie (Oran puis Alger) : œuvres collectivement produites et écrites au sein du Théâtre de la mer sous la direction de Naïmi : Mon corps, ta voix et sa pensée (fin 1968), La Valeur de l'accord (1969) Forma – Révolu / tion (1970), La Fourmi et l’Éléphant (1971), Mohamed, prends ta valise (1972), écrite collectivement sous la direction de Kateb Yacine. À la suite de divergences avec cet auteur, Naïmi démissionne de la compagnie.  
Tunisie (Hammamet) : Et à l'aurore, où est l'espoir ? (1973), production, écriture et mise en scène ; 
Belgique (Bruxelles) :  Palestine (1974), production, écriture, mise en scène et interprétation ; Italie (Rome) : I Canti di Maldoror (Les Chants de Maldoror), 1984 : adaptation de l’œuvre homonyme de Lautréamont, production, chorégraphie et mise en scène, Parto senza bagagli (Je pars sans bagages) 1995, de F. Bagagli et M. Mirojrie, Anno Zero (An zéro), 1996: production, écriture et mise en scène ;
Algérie (Béjaïa) : Alhanana, ya ouled ! (La tendresse, les enfants !) : écriture, chorégraphie et mise en scène, production du Festival international de théâtre.
La presse souligne l'originalité des innovations et le choc qu'elles produisent dans une partie du public : Mon corps, ta voix et sa pensée, La Valeur de l'accord, La Fourmi et l'Éléphant, La tendresse, les enfants !. Ould Abderrahman dit Kaki apprécia l'expérience, ainsi que des  essayistes et historiens .  En 1973, la pièce Et à l'aurore où est l'espoir ? reçoit le prix de la recherche au Festival international de Hammamet (Tunisie). En 2012, le ministère de la Culture algérien rend un hommage officiel à l'homme de théâtre pour sa production.
Certaines de ses innovations théâtrales ont une influence. On constate des similitudes entre le théâtre de Naïmi et celui produit par deux hommes de théâtre algériens : le premier, Kateb Yacine, dans l'écriture théâtrale et dans la mise en scène,  le deuxième, Abdelkader Alloula, dans les domaines suivants :  création collective, espace circulaire, expérimentation,  type de public et lieux de représentations,  participation des spectateurs, décors et suggestion, corps, voix et pensée, autogestion, recherche et formation, présence de Bertolt Brecht et de Erwin Piscator.

## Réalisations filmiques

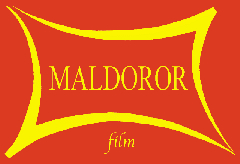

En 1986, à Rome, Naïmi fonde la société de production et de distribution Maldoror Film, et la dirige jusqu'à sa fermeture en septembre 2009. À l'exception du premier court-métrage, réalisé en 1981, la société produit les autres films et documentaires du cinéaste. Il effectue la production, l'écriture, la prise de vue, la direction de la photographie, le montage et la réalisation, y compris la conception de l'affiche. Très exceptionnellement, il a des collaborateurs comme co-opérateurs ou coproducteurs. 

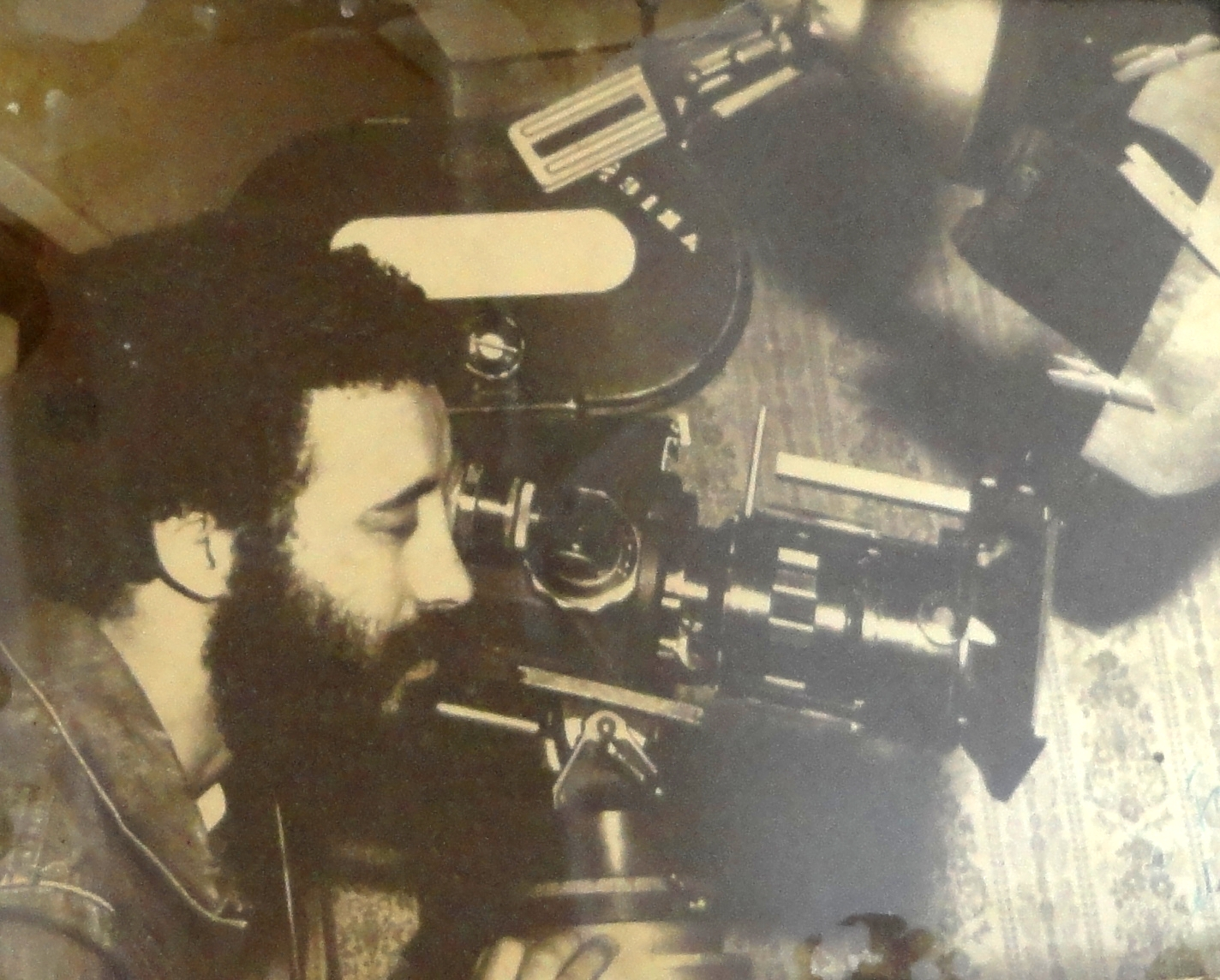
Kadour Naimi, 1981.

Marco detto Barabba (Marc dit Barabbas), fiction (1981) ; Ieri, Oggi, Domani (Hier, Aujourd'hui, Demain), documentaire (1992) ; Maldoror, adaptation de l’œuvre Les Chants de Maldoror de Lautréamont, fiction (1997) ; Dove il Sogno diventà Realtà (Où le Rêve devient Réalité), documentaire (1999) ; Piazza del Mondo (Place du Monde), documentaire (2003) ; Jesce Sole : Frammenti di vite frammentate (Apparais, Soleil : Fragments de vies fragmentées), fiction (2006) ;  La réalisation de Alhanana, ya ouled ! (La tendresse, les enfants!), documentaire (2012) ; 莺歌燕舞 (Yīng gē yàn wǔ - Le loriot chante, l'hirondelle danse), documentaire présenté en septembre 2014 au Portobello Film Festival de Londres, 中国婚礼 (Mariage chinois) encore en 2014.
À propos des contenus et des formes, ces œuvres sont produites comme cinéma indépendant , voire cinéma de guérilla, sans soutien financier institutionnel ni privé, avec une équipe minime et des ressources limitées. Le tournage s'effectue en caméra numérique, à l'exception du premier court-métrage, Marco detto Barabba, tourné en 16 mm couleur. La présentation a lieu essentiellement dans des lieux hors du circuit commercial.

## Autres réalisations

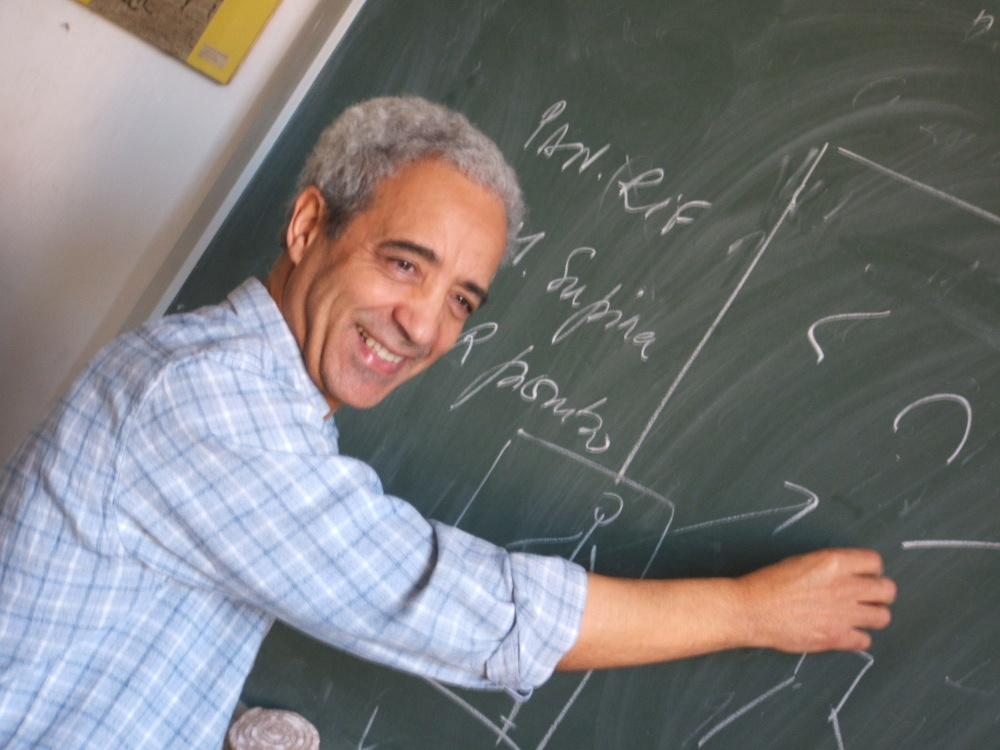

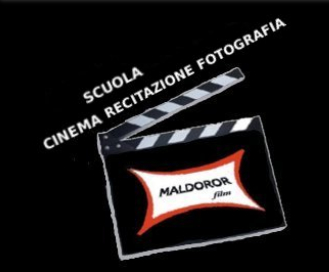

À Rome, en 1986, Naïmi fonde la Scuola (École) de la Maldoror Film. Il la dirige et y enseigne jusqu'à sa fermeture en 2009.

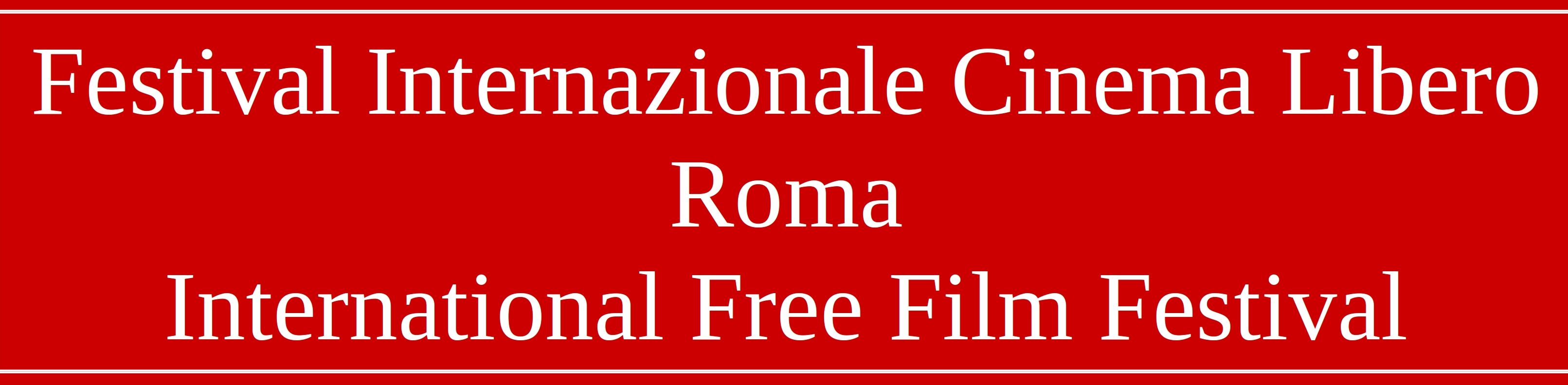

En 2006, il fonde à Rome et dirige le Festival Internazionale Cinema Libero (Festival international cinéma libre). Il présente trois éditions (2006 à 2008).

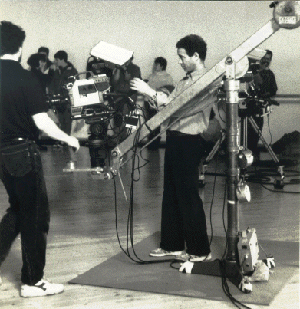

Il anime et réalise une émission télévisée hebdomadaire sur Télé-Lazio (janvier - juin 1995). Intitulée Cittadini del Mondo (Citoyens du monde), elle présente au public des artistes et des intellectuels italiens et d'autres pays, particulièrement sensibles à la dimension internationale et solidaire de leur travail. Naïmi interprète des rôles dans plusieurs domaines.
Théâtre : Bilal : protagoniste (1964), Le cireur (protagoniste, 1965), Mon corps, ta voix et sa pensée (co-protagoniste, 1968), La Valeur de l'accord (co-protagoniste, 1969).

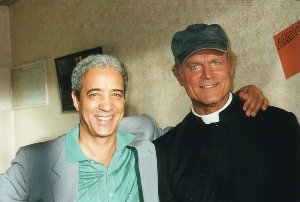
K. Naimi et Terence Hill en tournage.

Télévision : série Don Matteo, épisode Donne e buoi dai paesi tuoi (Femmes et enfants, prends-les de ton village), de Andrea Barzini (co-protagoniste avec Terence Hill, 2001), Butta la luna, de Vittorio Sindoni (personnage secondaire, 2006), Capitano 2, de Vittorio Sindoni (personnage secondaire, 2007). 
Cinéma : La Poussette, de Aziz Benmahjoub (protagoniste, 1974), Senza Parole (Sans Paroles), de Antonnello De Leo (personnage secondaire, 1995) : nommé pour le meilleur court métrage de fiction à la 69e cérémonie des Oscars du cinéma de Los Angeles.  
Radio : Le retour au désert, de Bernard-Marie Koltès, réalisation d'Elio De Capitani (personnage Tarek, 2004).

## Littérature
En français
Nouvelle : 
- Cent grammes
- Histoire d’amitié,  (ISBN 979-10-97177-05-8),  lien vers livre

Lettre de Rome d'un E.C, in Les dernières nouvelles de Rome, Édition Librairie française de Rome La Procure et Palombi Editori, 2005. Rome,  (ISBN 88-7621-216-7),  lien vers livre
- Selon ton désir, dans le recueil de nouvelles Véhicules autonomes. Éditions Ddk Anticipation, Brunoy (France), 2017,  (ISBN 9 782955 078983).

Poésie :
Recueil :
- Mots d'amour, version française du texte italien, 2017,  (ISBN 979-10-97177-03-4),  lien vers livre

Poème singulier :

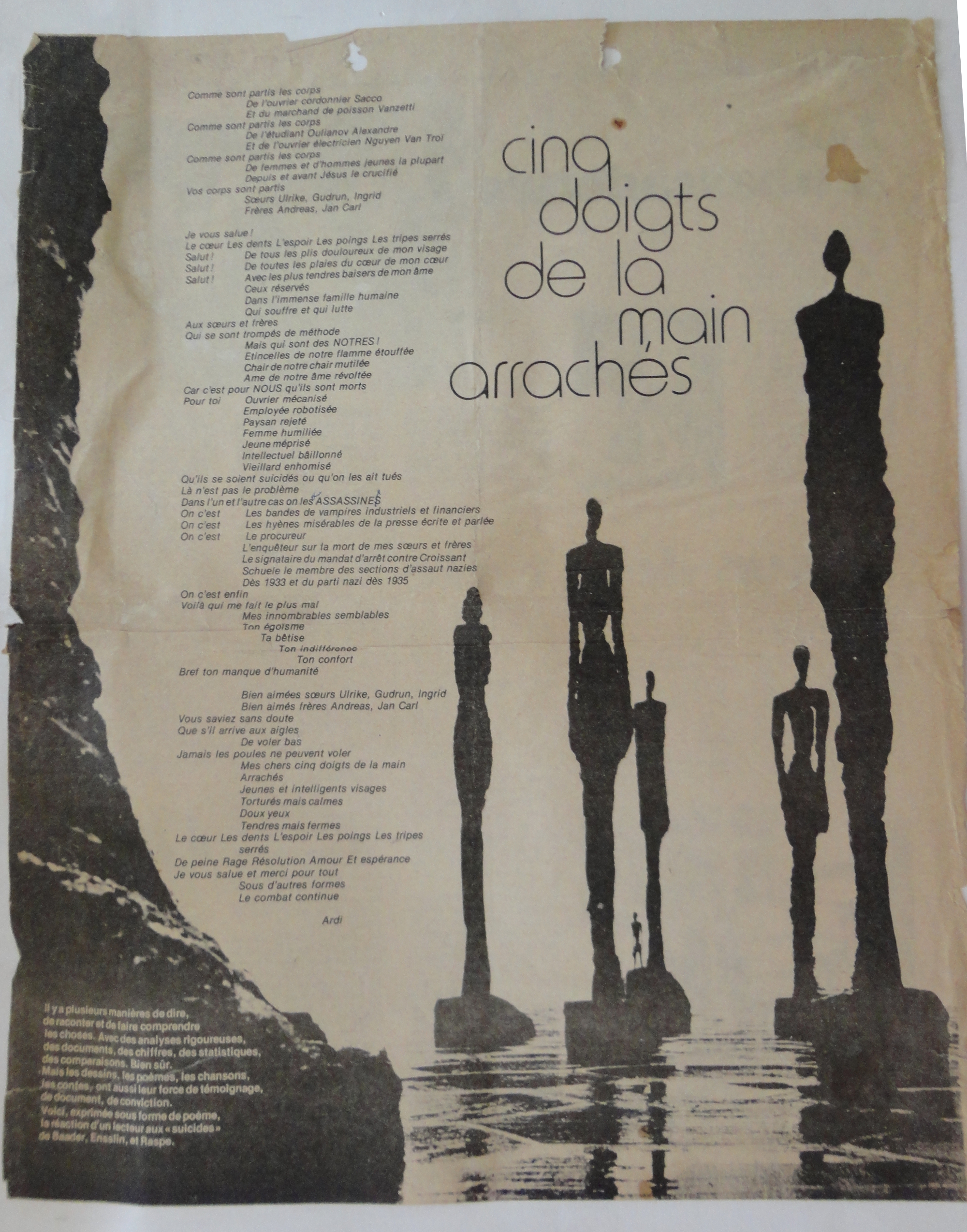

- Cinq doigts de la main arrachés, premier poème publié Pour la révolution, hebdomadaire , Bruxelles, 7-13 décembre 1977, lien vers texte

En italien
Nouvelle : 
- Lettera da Roma di un E-C, (it), version italienne de la nouvelle française. Parmi les dix nouvelles les plus votées au Concours Io e Roma (Moi et Rome), organisé par la Mairie de Rome, publiée par cet organisme, 2006.

Poésie :
Recueil :
- Parole d’Amore, première édition Editions del Giano, Rome, 2008, seconde édition Editions Electrons Libres lien vers livre

Poèmes singuliers :
- Amore fantascienza (Amour science-fiction), (it), dans le livre Quartieri di luna (Quartiers de lune), Rome, 1998.
- Come un treno (Comme un train), (it). Sélectionné au Premio internazionale di poesia e narrativa (Prix international de poésie et narration), 1999, et publié dans le livre Antologia letteraria cinque terre (Anthologie littéraire Cinq Terres), 1999.
- Exit, (it), revue Produzione e Cultura (Production et Culture), juillet-décembre, Arlem Éditeur, Rome, 2000.

## Livres, articles et études
Naïmi a publié divers écrits, principalement :
- Théâtre : Théâtre: Beauté Vérité Bonté,30 septembre 2024lien vers livre ; Alter et auto-théâtre, in Revue Formation et Développement, Direction de la Formation, Ministère du Travail et des Affaires Sociales, Alger, (Algérie). n.1, septembre 1969. -  Théâtre « populaire » : Réponse au Questionnaire de l'Institut International du Théâtre de Paris, 1970. - Théâtre dialectique, quotidien L'Action, Tunis (Tunisie), 6 avril 1973.
- Cinéma : Sur le cinéma du « Tiers-Monde », (it), in Invarianti, revue, trimestrielle politico-culturelle, Eté-Automne 1987, Antonio Pellicani Éditeur, Rome (Italie), 1987. - Cinéastes dans la réserve, (it), revue Caffè, n. 3, Rome (Italie), mars 1995.
- Sociologie : Vers l’intifadha populaire en Algérie - 2019 lien vers livre, - Sur l’intifadha populaire en Algérie - 2019 lien vers livre, - Contre l’idéologie harkie, pour une culture libre et solidaire », 2018 lien vers livre, - Contre l’idéologie harkie, pour une culture libre et solidaire », 2018 lien vers livre, - Défense des langues populaires : le cas algérien, 2018  lien vers livre - Un mai libre et solidaire: La traversée de 68 par un jeune algérien, Editions Atelier de Création Libertaire, France, avril 2018. - La guerre, pourquoi ? La paix, comment ? Éléments de discussion pour gens de bonne volonté, 2016, lien vers livre - Auto-gestion et hétéro-gestion : Du processus de rupture révolutionnaire au système conservateur totalitaire, (it), in Invarianti, revue trimestrielle politico-culturelle, en 3 livraisons (An II, n. 7, Automne 1988, n.8 Hiver 1988-89, An III, n.9-10, Printemps-Eté 1989), Antonio Pellicani Éditeur, Rome (Italie). - Pourquoi ? (it), in Lavoro Italiano Notizie  (Travail Italien Nouvelles), Agence de presse tri-hebdomadaire du syndicat Unione Italiana dei Lavoratori (Union Italienne des Travailleurs), an  XVII, n. 2, 30 janvier 2002. Publié ensuite in Letteratura e Società (Littérature et Société), revue quadrimestrielle dirigée par Antonio Piromalli, Rome (Italie), mai-août 2002.